# Cantó de Carpentràs Sud
El cantó de Carpentràs Sud (en francès canton de Carpentras-Sud) és una antiga divisió administrativa francesa del departament de la Valclusa, situat al districte de Carpentràs. Té 4 municipis i part del de Carpentràs. Va desaparèixer el 2015.

## Municipis
- Lei Palús
- Carpentràs (part sud)
- Entraigas de Sòrga
- Masan
- Monteus

## Història
| Data d'elecció                           | Identitat           | Partit           | Qualitat |
| ---------------------------------------- | ------------------- | ---------------- | -------- |
| 1976-1982                                | M. Barran           | UDF              |          |
| 1982-2015                                | Jean-Michel Ferrand | RPR, després UMP |          |
| les dades anteriors no són pas conegudes |                     |                  |          |
|                                          |                     |                  |          |